# 卵パック

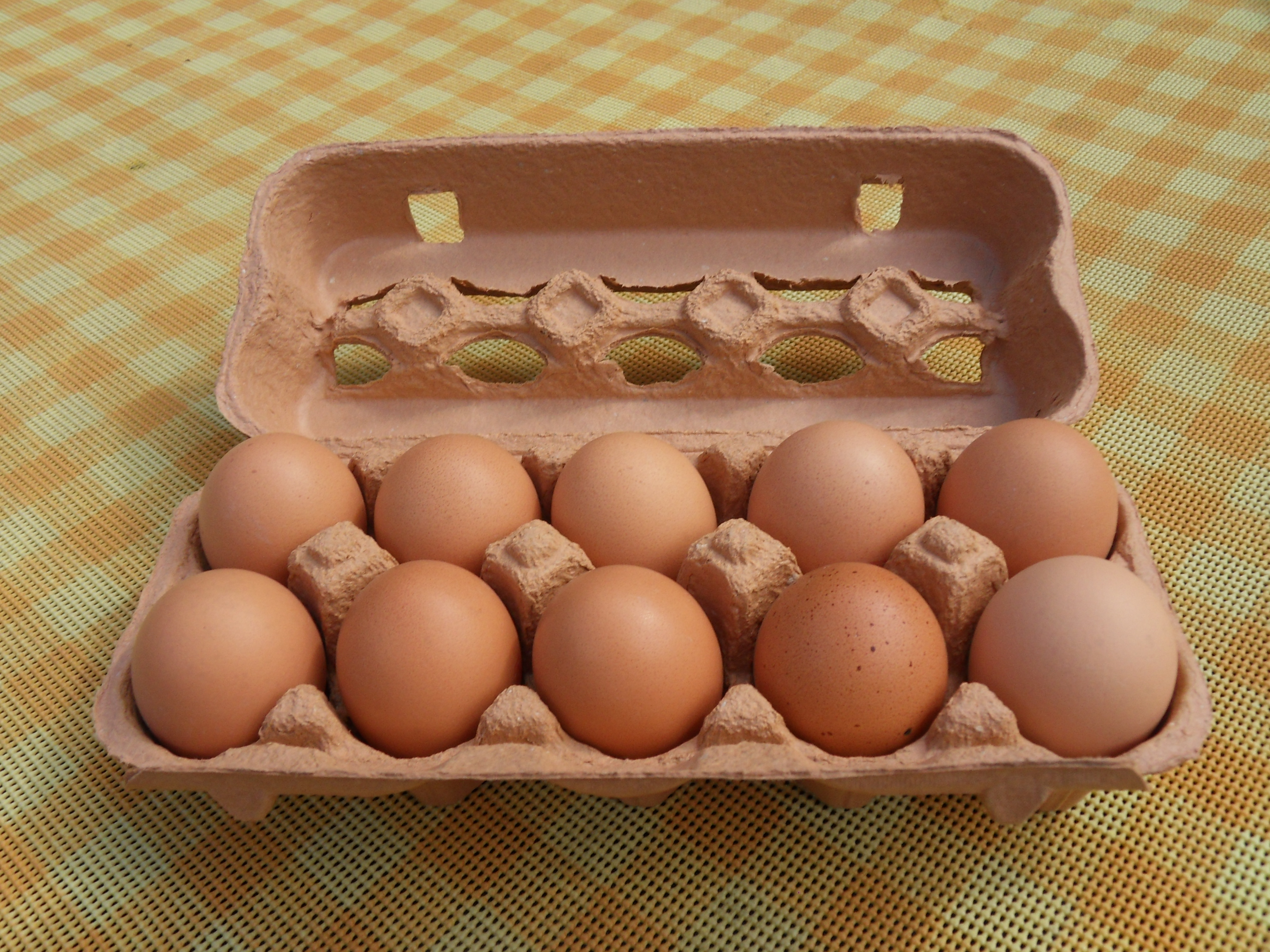
紙製の卵パック

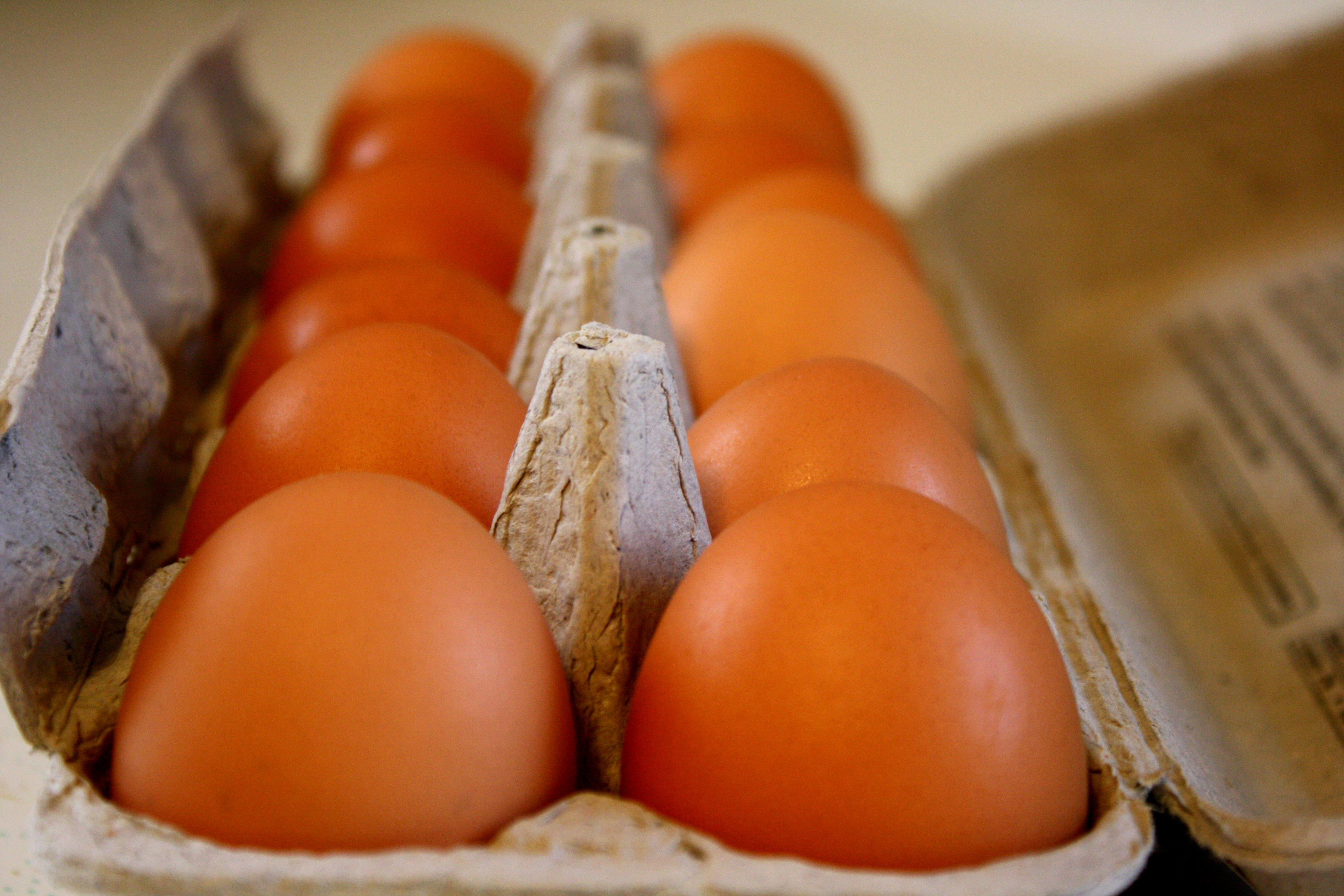
1ダース入りの卵パック

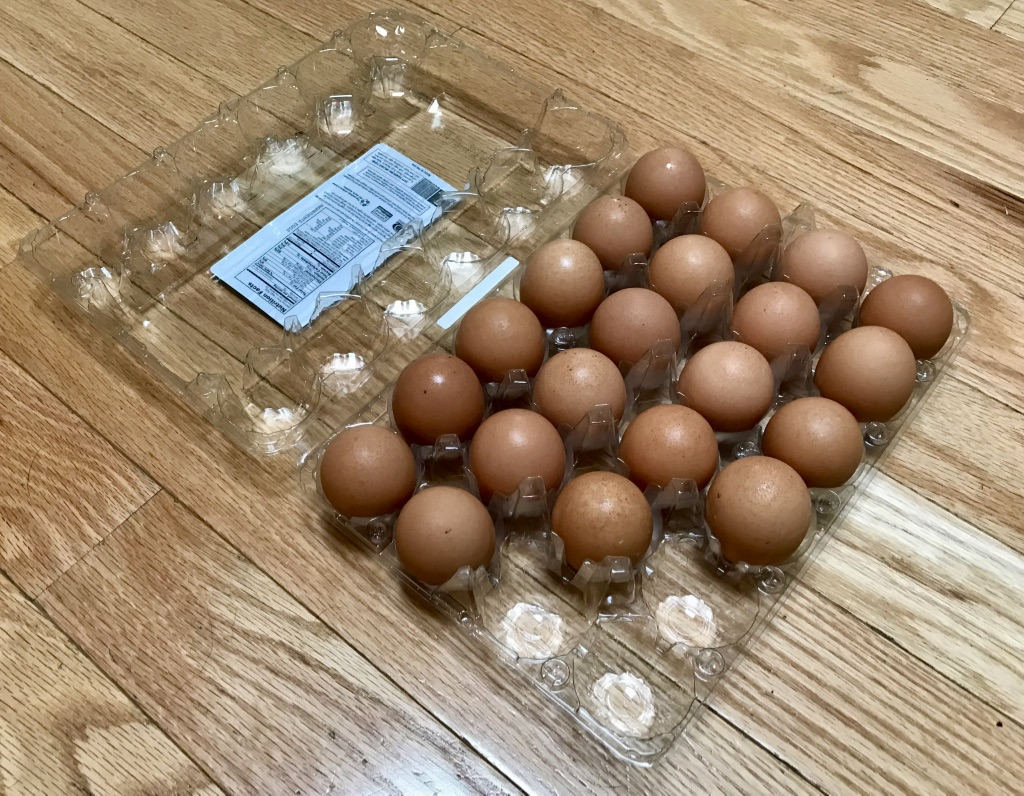
PETE製の卵パック

卵パック（たまごパック、英: egg carton, egg box）は、鶏卵など殻のある食用卵を複数入れて持ち運ぶための紙製またはプラスチック製の容器である。日本では、エフピコダイヤフーズ（大阪府大阪市）や栗原製作所（奈良県大和郡山市）などが製造している。

## 構造

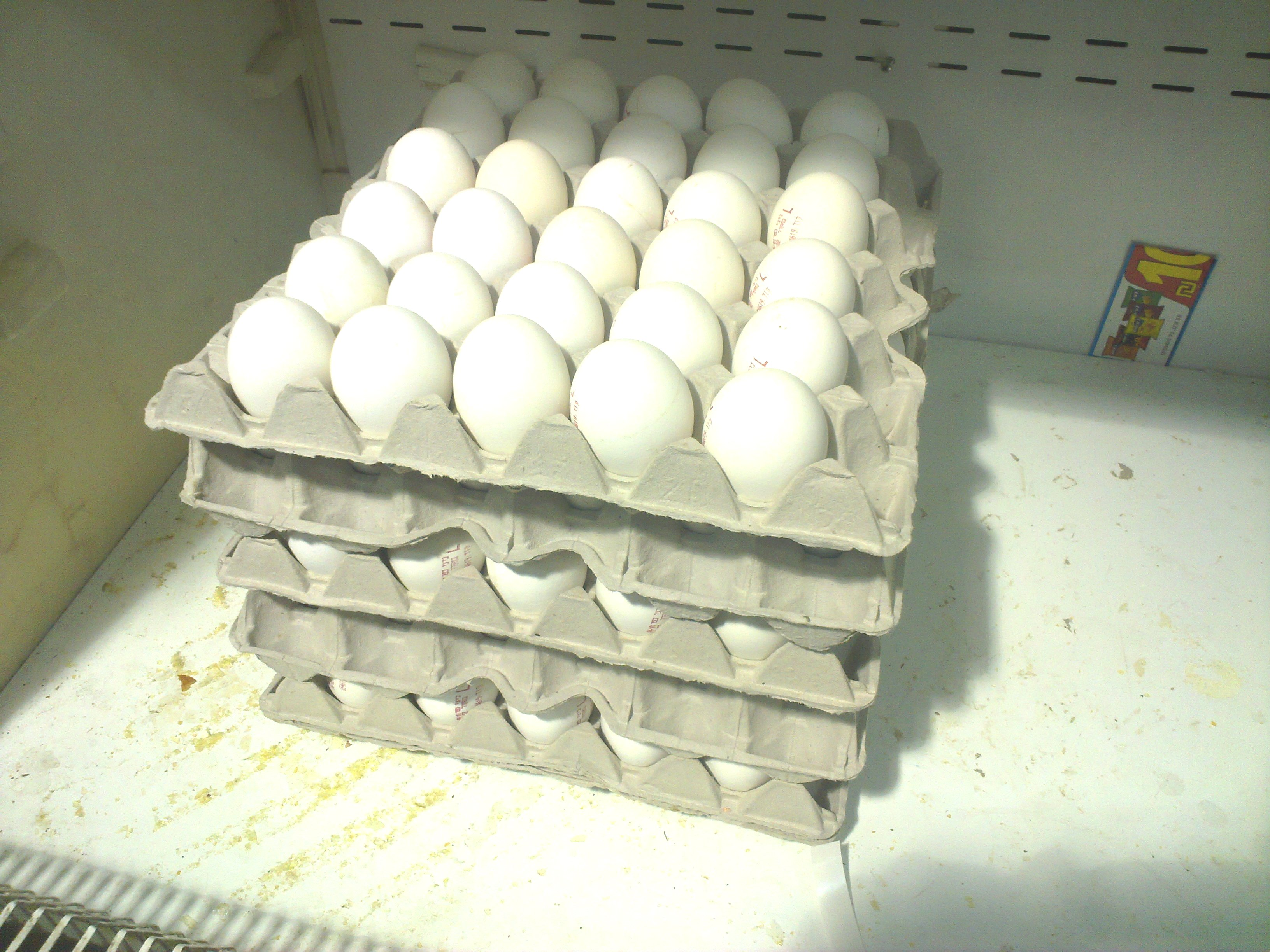
30個用の卵パック

卵パックは卵1個を入れることができる窪みが複数あり、かつ卵同士が接触しない構造となっている。この構造は卵の輸送中や保管中に起こる衝撃を吸収し、脆い卵の殻が割れることを防ぐためのものとなっている。卵パックには紙製（紙パルプや再生紙）のものと、プラスチック製（塩化ビニル、ポリスチレンやA-PET）のものに大別される。再生紙を使った素材の一種パルプモールドを使った卵パックはプラスチックのものよりも丈夫で、通気性や吸水性に優れており、細菌の卵内部への侵入を抑制するため鮮度を維持した保存が可能であり、使い終わって燃やしても有害物質は発生しないという特徴がある。プラスチック製のものは製造コストが安く、透明で、窪みが八角錐型となる構造となっており、卵の底を浮かせることで衝撃を低減させている。日本ではプラスチック製のものが紙製のものより普及している。これは、日本では卵の状態を購入時に考慮する消費者が多く、日本の卵は生食文化により消費期限が1 - 2週間程度と短く設定されているため、長期保存を前提としていないためである。一方、海外では卵は加熱して調理することを前提としているため賞味期限は1か月以上に設定されており、長期にわたって鮮度を保つことができ、丈夫な紙製のものが一般的である。ただし、多様な色が特徴的なイースターエッグには透明なパックがよく使用される。パック自体は通常長方形で、卵を入れる窪みの個数は1 - 30個とさまざまである。

## 歴史
卵パックはカナダで1911年に発明されたものが最初期のもので、現在のような形状になったのは1931年に紙パルプでできたものが最初である。また、1970年前後に日本で透明の卵パックが誕生した。日本各地のスーパーで卵パックに入った卵が普及したのもこの頃である。
卵パックの発明以前は、たまごをかごに入れたり、新聞紙に入れて持ち運ぶことが一般的であった。日本における対面販売の際にはもみ殻を敷き詰めた箱に埋め込んでいた。また、アメリカにおいて大量に卵を運搬する際には、1867年にサンフランシスコのジョン・L・スティーブンとジョージ・W・スティーブンが発明した藁などの詰め物の上に卵を入れる木製の木箱や、ミシガン州キャデラックのハーバート・ハーベイ・カマーが発明し、カマー・マニュファクチュアリング・カンパニーが製造していた『ハンプティ・ダンプティ』という名前の折り畳み式の卵箱が使われていた。
しかし、プリンターズ・インク・マンスリー誌によれば、1921年時点においてもなお劣悪な梱包材の使用などにより卵の輸送中に卵が割れるために合計月10万ドル以上の損害賠償が、宅配サービス会社のアメリカン・レールウェイ・エクスプレス・カンパニーに請求されるなど運搬で卵に欠陥が生じるリスクは依然として大きいものであった。
一方、欧米では20世紀初頭に製紙業界が拡大し、それに伴ってパルプ産業が拡大する。パルプで作られた段ボールを使用して、イギリス・リバプールのトマス・ピーター・べセルは1903年に段ボールの切れ端をつなぎ合わせたフレームを使って卵パックの前身となる『レイライト・エッグ・ボックス』という製品を発明した。この製品は輸送の際に木箱や段ボールに詰められて使われた。
1911年には、カナダ・ブリティッシュコロンビア州の新聞記者ジョセフ・レオポルド・コイルは地元の卵農家と卵の納入先のホテルオーナーとの口論を耳にする。これは卵が運搬中に割れたことによる対立であった。コイルは解決策として、新聞紙で卵1個を入れる穴を複数備えた新聞紙製の容器を発明した 。これが世界で最初の卵パックである。コイルはカナダとアメリカでこの卵パックの特許を取得し、ブリティッシュ・コロンビア州のユナイテッド・ペーパー・プロダクツで『コイル・セーフティ・エッグ・カートン』（英語:  Coyle Safety Egg Carton）という名前で生産されるようになる。また、アメリカのロサンゼルスにコイルが移住するとコイル・ペーパー・ボックス・カンパニーを立ち上げて卵パックを製造する。また、シカゴやニューヨークにもカナダ人実業家のレオン・ブノワ協力の元コイル・セーフティ・カートン・カンパニーを立ち上げて卵パックを製造するようになった。
1921年、ロシア出身でアメリカで仕立屋をしていたモリス・コッペルマンはコイルの卵パックを参考に卵パックの特許を取得した。この卵パックは卵だけでなく、そのほかの壊れやすいものを包装する技術の基礎となり、1926年にはこの卵パックを使って機械包装が行われる工場ができた。また、モリスの卵パックには使用後に折りたためる構造となっていた。
1931年、アメリカ・マサチューセッツ州パーマーのフランシス・H・シャーマンはアメリカで普及しているものとほぼ同じ形状の紙パルプ製の卵パックの特許を取得した。1969年、メイン州のユナイテッド・インダストリアル・シンジケートはシャーマンの開発した形状の卵パックを積み重ねられる形状にし、強度を上げて、さらに留め具を備えたものに改良した。

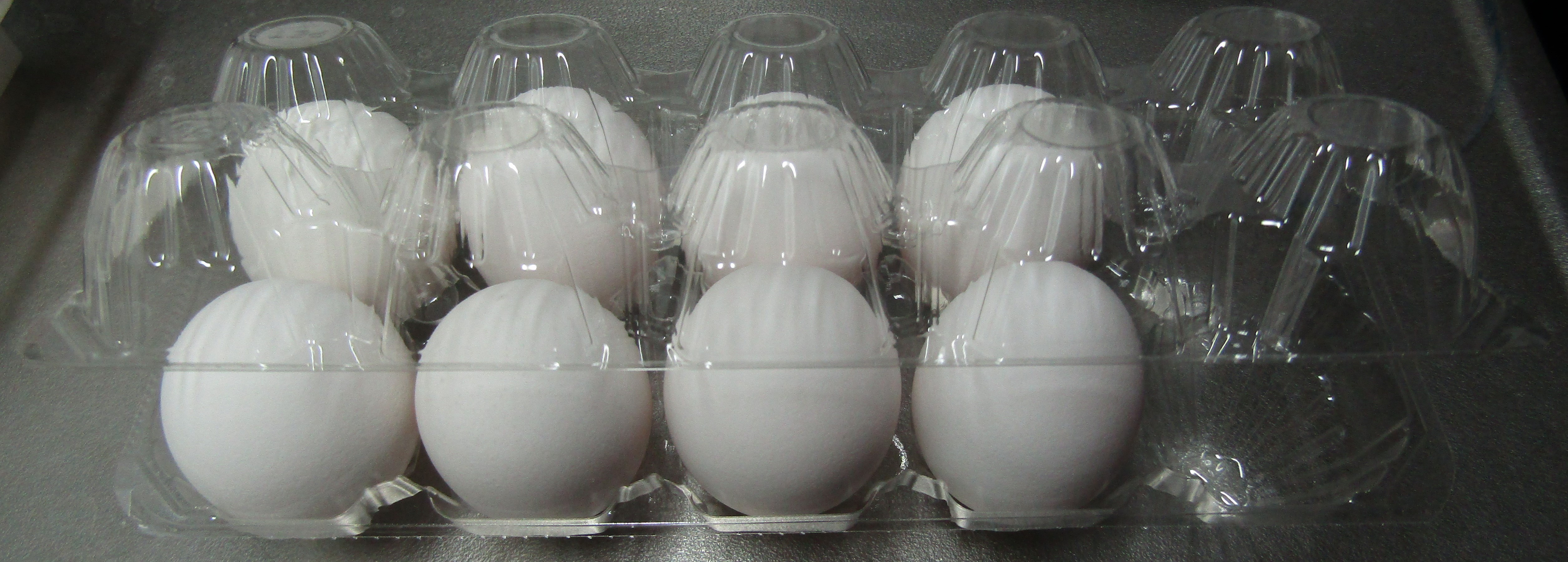
日本でよくみられるプラスチック製の卵パック

日本では、1960 - 70年代前半ごろに兵庫県川辺郡中谷村（現在の猪名川町）出身の実業家である加藤守が卵パックの改良を行った。当時、量販店という業態が発展途上にあり、その中で卵を生産者から量販店に大量に届ける物流需要や店頭で卵を大量に陳列販売する需要が生まれた。もともと加藤は自らが立ち上げたダイヤ化成工業から、フードパックの製造・販売を行っていた。卵パックの事業を始めた当初は紙パルプの卵パックを販売したが、1つ1つ卵の中身を見る顧客が多く不評であった。そこで、透明で中身が見える卵パックの開発に着手し、透明で薄く安価なことが特徴の素材であるポリ塩化ビニルを使った加工を模索した。開発においては日本にはなかった塩化ビニールシートを成形する連続真空成形機を開発し、鋳物屋との共同開発にによりさまざまな金型を試作していた。試行錯誤の末、八角錐型の卵パックを開発し、開発途上で問題となっていた卵が運搬中に割れるという課題もクリアした。この構造の開発においては球がかごの底につかない構造となっている吹上風車がヒントになったという。さらにパックを交互にずらすことで積み重ねられる形状にしたことで、全国各地の量販店で卵パックに入った卵が販売されるようになった。
加藤の開発した卵パックの開け口は当初ホッチキス止めであったが、のちに熱圧着式となり、1983年に糸を引っ張って開ける構造となり、1994年にテープを引っ張って開けるように改良された。また、塩化ビニルから作られていたパックも、環境への配慮から1999年頃からPET素材に代わり、2000年にはリサイクル可能な素材が使われた多層A-PETシートに置き換えられた。

## 再利用
収納や小型植物を入れる鉢として使われたり、絵具を入れるパレット代わりに使われるなど、使用済みの卵パックは様々に再利用できる。ただし、卵にはサルモネラ菌が付着していることがあり、製造所での洗浄工程でも滅菌しきれていないことがあるため危険との意見がある。EUでは、商業的な場において卵パックの使いまわしは禁止されている。部屋の音響を弱めることを目的に防音室などの壁に使われることもあるが、音の減衰は低周波数になるほど小さくなり、また卵パックは燃えやすいため推奨しないとする専門家もいる。
一度粉砕、加熱して溶融させて再成形することで新たな卵パック等にリサイクルする事業者も存在する。